# Jan Václav Kalivoda
Jan (Křtitel) Václav Kalivoda (Duits: Johann (Baptist) Wenzel Kalliwoda) (Praag, 21 februari 1801 - Karlsruhe, 3 december 1866) was een Tsjechisch-Duitse componist, dirigent en violist.

## Levensloop
Kalivoda studeerde al op 10-jarige leeftijd aan het Praags conservatorium viool bij Bedrich Vilem Pixis en muziektheorie en compositie bij Bedřich Dionýsius Weber (1766-1824). Op 14-jarige leeftijd maakte hij zijn debuut als vioolsolist. Daarna behoorde hij als violist van 1816 tot 1821 bij het orkest van de Opera te Praag (Stavoshe Theater orkester) dat toen nog onder leiding van Carl Maria von Weber stond.
In 1821 huwde hij de zangeres Therese Brunetti (1803-1892); zij kregen acht kinderen.
Concertreizen brachten hem 1821 en 1822 naar Linz en München.
In 1822 werd hij als opvolger van Conradin Kreutzer hofkapelmeester bij vorst Karel Egon II van Fürstenberg en zijn zonen in Donaueschingen. Bij deze functie behoorde niet uitsluitend de muziek aan het hof en de kerkmuziek, maar ook de stichting van een zangschool, jaarlijkse concertreizen en reizen voor de verdere muzikale ontwikkeling en opleiding. Behalve als goed violist werd hij ook bekend als dirigent van het orkest aan het hof. Onder zijn leiding ontwikkelde het orkest een zeer hoog niveau van spelen en interpreteren.
In deze functie bleef Kalivoda werkzaam tot 1866 toen hij met pensioen ging. Hij vertrok naar Karlsruhe en overleed daar korte tijd daarna aan het gevolg van hartklachten. In Karlsruhe is een straat naar hem genoemd.
Kalivoda was een zeer productief componist en bij collega's uit zijn tijd, zoals Robert Schumann, geacht. Hij heeft honderden werken geschreven, daarvan hebben maar slechts 250 een opusnummer. Kalivoda schreef twee opera's, werken voor orkest (zeven symfonieën, vierentwintig ouvertures) en koor, kerkmuziek, honderdvijftig liederen en kamermuziek.
Zijn zoon Wilhelm Kalliwoda (1827-1893) werd ook componist en was kapelmeester aan het hof van de Groothertog van Baden in Karlsruhe.

## Composities

### Werken voor orkest
- 1828 Concert no. 1, voor viool en orkest, op. 9
- 1830 Symfonie no. 3 d-klein, op. 32
  1. Adagio molto - Allegro non troppo, con energia
  2. Poco adagio, con espressione
  3. Menuetto: Allegro, marcato molto - Trio: Presto, con leggerezza
  4. Rondo: Allegro agitato
- 1832 Ouverture no. 2 in F-groot, op. 44
- 1839-1841 Symfonie no. 5 in b-klein, op. 106
  1. Allegro
  2. Allegretto
  3. Allegro assai
- 1841 Adagio sentimental, voor viool en orkest, op. 115
- 1841 Symfonie no. 6 in F-groot, Op. 132
  1. Andante
  2. Andante Con Moto
  3. Scherzo
  4. Finale
- 1843 Ouverture no. 12 D-groot, op. 145
- 1843 Symfonie no. 7 "Sturm und Drang" in g-klein
- 1844 Concertino, voor hobo en orkest, op. 110
- 1856 Variations et Rondo, voor fagot en orkest, op. 57
- Concerto, voor hobo en orkest
- Icarus en Daedalus fantasie
- Introduktie en Rondo in Bes-groot, voor hoorn en orkest, op. 51
  1. Introduzione: Allegro moderato
  2. Rondo: Allegretto grazioso
- Introduktion, Thema und Variationen in Bes-groot, voor klarinet en orkest, op. 128
  1. Allegro agitato
  2. Thema: Allegretto grazioso
- Ouverture č. 15 g klein, op. 226
- Ouverture č. 16, op. 238
- Ouvertura č. 17 e klein, op. 242
- Symfonie no. 1 f-klein, op.7
- Symfonie no. 2 Es-groot, op. 17
- Symfonie no. 4 C-groot, op.60

### Werken voor harmonieorkest
- Einsam wandle ich, voor bariton solo en harmonieorkest
- Marche funèbre
- Zes stukken voor harmonieorkest

### Missen, cantates en gewijde muziek
- 1850 Missa a 3 in G-groot, voor driestemmig gemengd koor (SA en mannenstemmen)
- 1860 Missa in F-groot, voor gemengd koor (SATB)
- Messe in A-groot, op. 137
- Missa in a-klein, WoO VI/4, voor gemengd koor (SATB)
- Missa in a-klein, WoO VI/4, voor gemengd koor (SATB) & harmonie

### Toneelwerken
- 1827 Die Audienz, Allegorisch feestspel - libretto: Georg Harrys
- 1828 Prinzessin Christine von Wolfenburg, opera, 3 actes - libretto: Carl Keller naar Heinrich Zschokke
- 1840 Billibambuffs Hochzeitsreise zum Orcus und Olymp, vastenavondspel
- 1847 Blanda, die silberne Birke, opera, 3 actes - libretto: Friedrich Kind

### Liederen
- 1862 Der Sennin Heimweh, voor mezzosopraan, tenor, klarinet en piano, op. 236
- Heimathlied, voor sopraan, klarinet en piano, op.117
- Wanderlied, voor sopraan en piano

### Kamermuziek
- 2 duo's in g-klein, voor twee violen, op. 70
- 2 duo's in C-groot, voor viool en altviool, op. 208
- 3 duo's, voor twee violen, op. 116
- 3 duo's, voor twee violen, op. 179
- 3 duo's, voor twee violen, op. 181
- 3 einfache Duette, voor twee violen, op. 178
- 6 Nocturnes, voor altivool en piano, op. 186
- Concertino, voor fluit, hobo en piano
- Introduktion und Variationen, voor klarinet en piano, op. 123
- Morceau de Salon, voor hobo und piano, op. 228
- Morceau de Salon - Koncertní skladba pro klarinet, voor klarinet en piano, op. 229
- Morceau de Salon, voor fagot en piano, op. 230
- Morceau de Salon, voor hobo und piano, op. 288
- Serenade, voor blazerskwintet en gitaar
  1. Allegretto moderato
  2. Allegro non troppo
  3. Moderato
- Strijkkwartet e-klein, op. 61
- Strijkkwartet A-groot, op. 62
- Strijkkwartet G-groot, op. 90

### Werken voor piano
- Trois Grandes Marches, voor piano vierhandig, op. 26
- Divertissement in F-groot, voor piano vierhandig, op. 28
- Grande Sonate in g-klein, voor piano vierhandig, op. 135

## Publicaties
- Laszlo Strauß-Nemeth, Johann Wenzel Kalliwoda und die Musik am Hof von Donaueschingen. Olms Georg AG. 2005. ISBN 3487129744
- Alfred Durr, 'Ausgewahlte Sinfonien: Sinfonie Nr. 1 und 5'. In: Das Erbe Deutscher Musik - EDM, Bd. 109- Breitkopf and Haertel., 320 p., ISBN M004802298